# Carlo Farina
Pour les articles homonymes, voir Farina.
Carlo Farina, né vers 1600 à Mantoue et mort fin juillet 1639 à Vienne, est un violoniste et compositeur italien précurseur de la musique baroque.
Premier violoniste virtuose à être reconnu comme tel à travers l'Europe occidentale, il a laissé dans ses compositions les plus anciens témoignages des techniques propres qui ont élevé son instrument à la place de vedette occupée depuis par celui-ci dans l'orchestre et la musique classiques. Sans surpasser la préciosité ni la complexité formelle de ses contemporains tels Biagio Marini et Dario Castello, il a expérimenté sur des solos très personnels soulignés par une basse continue des effets instrumentaux d'harmonie imitative qui ne cèdent en rien à l'avant-gardisme atonal le plus contemporain, comme l'illustre son Capriccio stravagante.

## Biographie

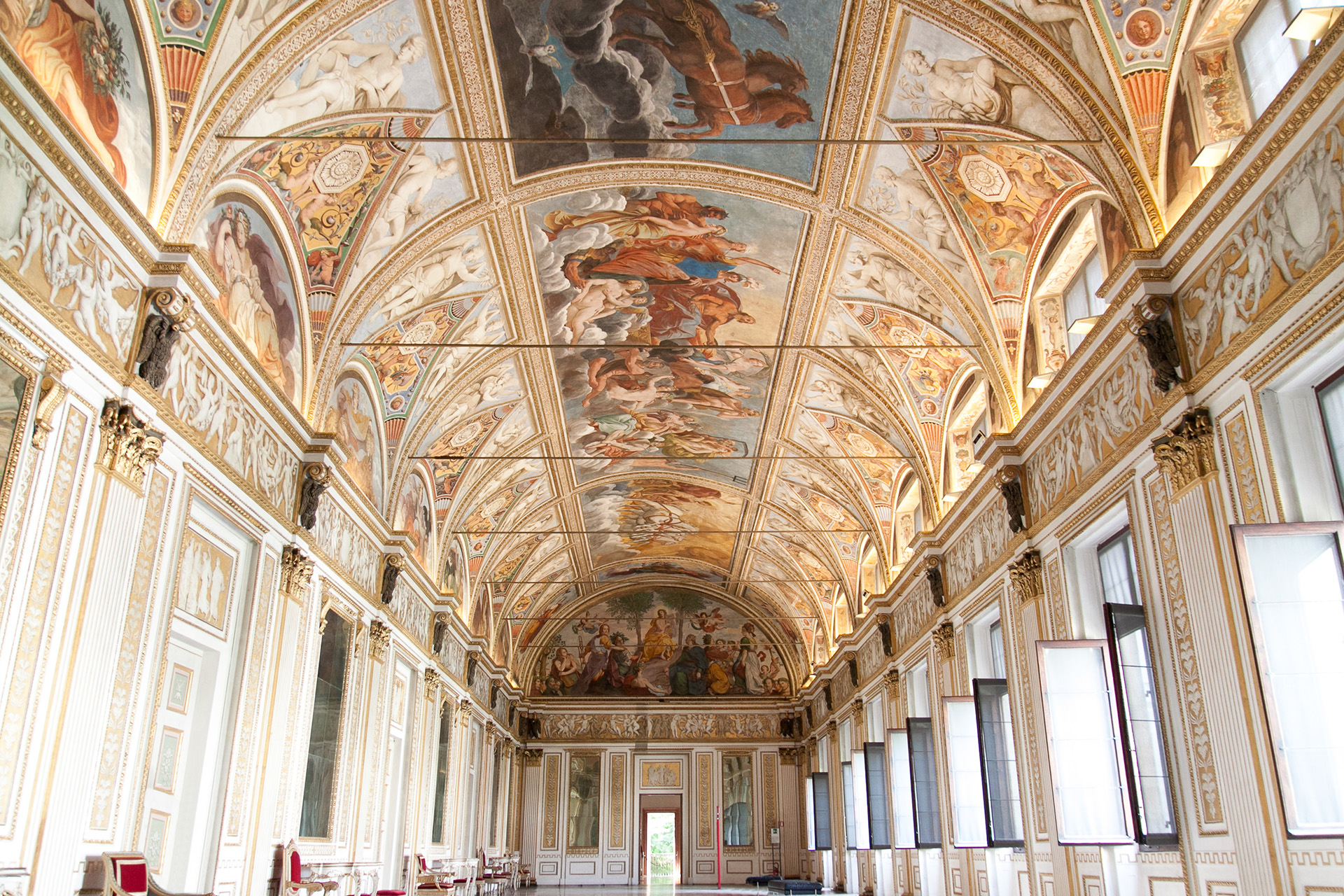
Galerie des glaces du palais ducal des Gonzague qui servait de salle de concert.

Luigi Farina, le père de Carlo, est un enfant de Casalmaggiore devenu sonatore di viola à la cour de Ferdinand et Vincent Gonzague, ducs de Mantoue. Dans une Mantoue qui garde depuis 1607 le souvenir de Claudio Monteverdi, son fils devient vraisemblablement l'élève de Salomone Rossi et de Giovanni Battista Buonamente, peut être à l'Académie des Radoteurs (it).
Carlo Farina commence sa carrière en 1626 à la tête de l'orchestre du prince Charles Cybo Malespine (it), souverain du duché de Massa et Carrare. Fort de cette position, il voyage pour parfaire sa formation.

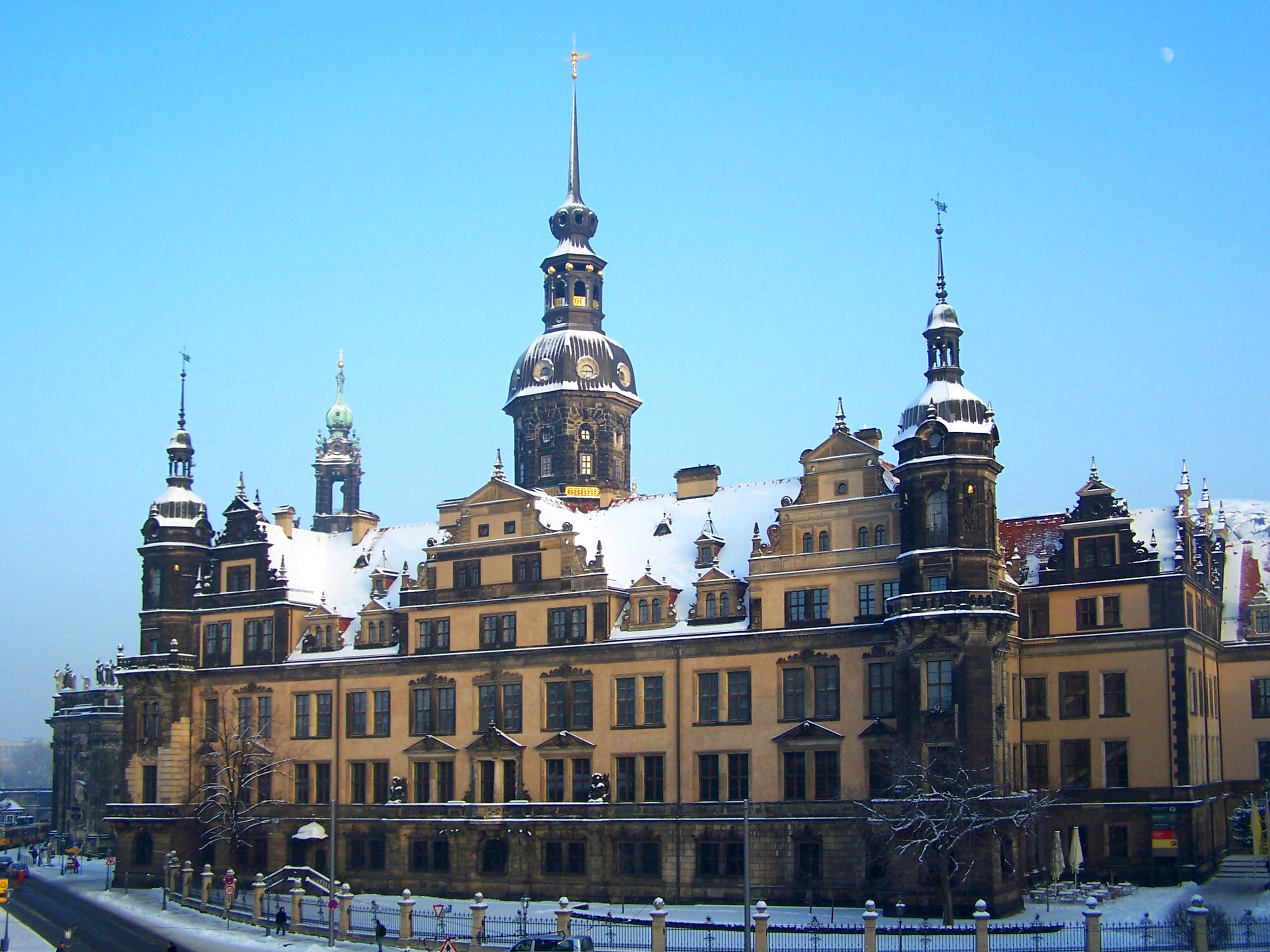
Le château de Dresde aujourd'hui.

Dès 1626, il se produit trois ans d'affilée à Dresde, Konzertmeister de l'orchestre de l'électeur de Saxe Jean Georges que dirige Heinrich Schütz. En mars 1627, il interprète à Torgau Daphné, premier opéra allemand que Schütz a composé à l'occasion du mariage de la fille aînée du l'Électeur, Sophie Éléonore, avec le landgrave Georges de Hesse Darmstadt. Il est initié par le chef à la composition. C'est à Dresde qu'il publie en 1627 et 1628 tout ce qu'il publiera, cinq volumes de sonates et de danses, dont le fameux Capriccio stravagante comprend une partie intitulée Il gatto où les violons imitent le miaulement du chat. Les difficultés financières induites par la Guerre de Trente Ans interrompent son contrat à la fin de l'année 1628. Il sera remplacé dès l'année suivante par un autre violoniste mantouan, Francesco Castelli.

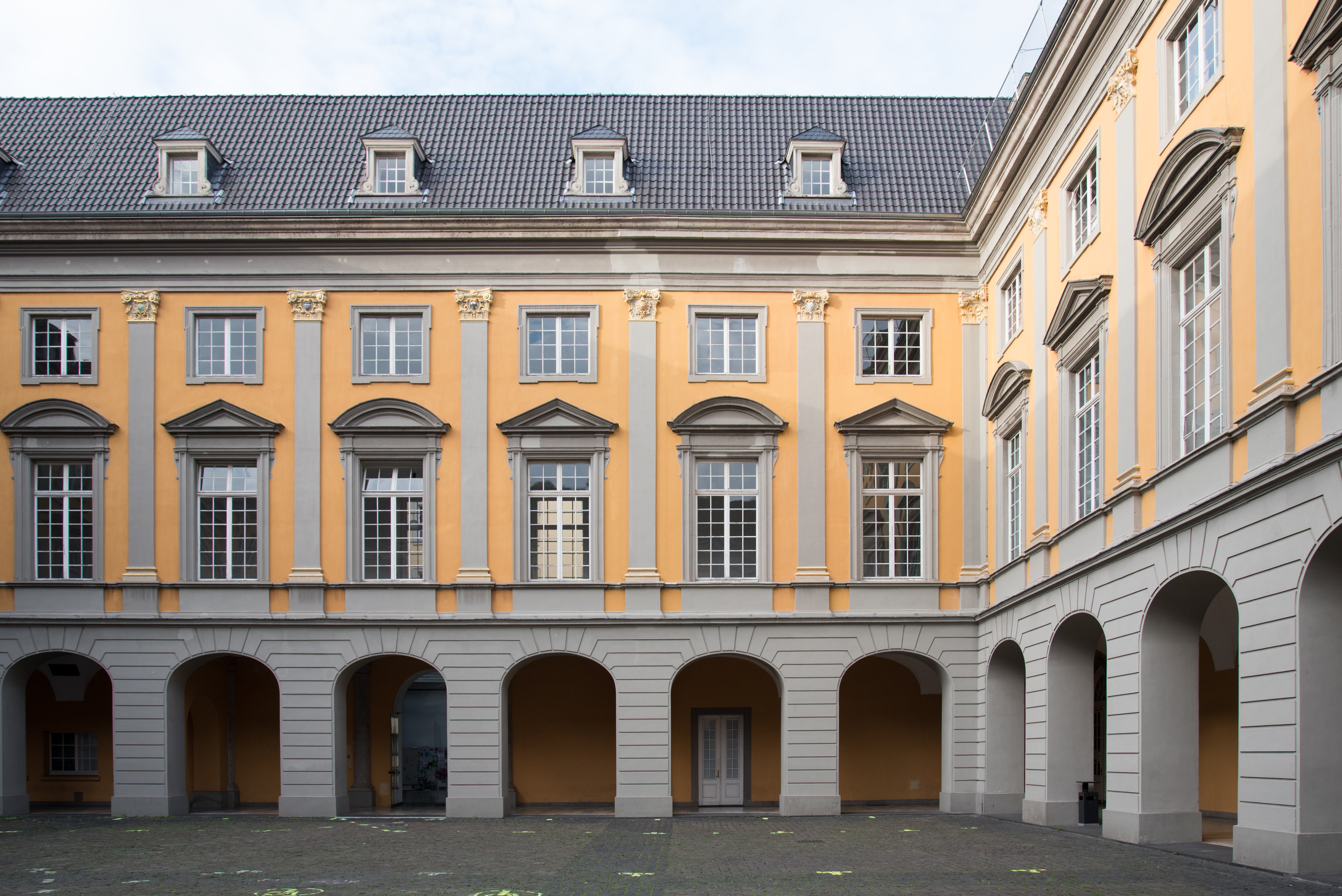
Le château des Princes-Électeurs à Bonn aujourd'hui.

En 1629, il se produit dans l'orchestre de l'archevêque Ferdinand de Bavière, prince électeur de Cologne dont la résidence est à Bonn. Il en est la figure la plus remarquée.
En 1631, il quitte la direction de l'orchestre princier de Massa. En décembre de cette année, il joue à la Steccata de Parme, sans doute devant le duc Édouard Farnèse. On le retrouve à Lucques, petite république indépendante, pour la fête de la Sainte Croix. En 1635, il revient pour une année au service de Charles Cybo Malespine (it).
En 1636, il joue dans l'orchestre d'état de la petite république de Danzig. Entre fin 1638 et fin mars 1639, il entre à Vienne au service de l'impératrice Éléonore de Gonzague. Probablement atteint de la peste, il rédige son testament le 22 juillet 1639. Il meurt anobli et fait comte de Reggio de Calabre au nom de Charles-Emmanuel de Savoie par la régente Christine de France, titre tout à fait honorifique, la ville étant occupée par les Espagnols.

## Œuvre
Erreurs d'attribution récurrentes entre Carlo et Antonio Farina. Ci dessous œuvre complet.
- Libro delle pavane, gagliarde, brand: mascharata, aria franzesa, volte, balletti, sonate, canzone., Bergen impr., Dresde, 1626, dont
  - Balletto pour deux instruments et basse continue,
  - La Moretta, sonate pour deux instruments et basse continue,
  - La Farina, sonate pour violon et basse continue
  - Canzone pour violon et basse continue.
- Ander Theil newer Paduanen, Gagliarden, Couranten, französischen Arien., Bergen impr., Dresde, 1627, dont
  - Capriccio stravagante
  - La lira
  - Il fiferino
  - Lira variata
  - Qui si bate con il legno del archetto sopra le corde
  - La trombetta
  - La clarino
  - Die Herrpaucken
  - La gallina
  - Il gallo
  - Il flautino pian piano
  - Il tremulante
  - Fiferino della soldatesca e il tambura
  - Il gatto
  - Il cane
  - La chitarra spagniola
- Il terzo libro delle pavane, gagliarde, brand: mascherata, arie franzese, volte, corrente, sinfonie., Bergen impr., Dresde, 1627, dont
  - Pavanes pour deux violons, alto et basse continue en la mineur.
- Il quarto libro delle pavane, gagliarde, balletti, volte, passamezi, sonate, canrestészon., Bergen impr., Dresde, 1628, dont
  - La desperata, sonate en sol mineur,
  - Passamezzo, danse pour deux instruments et basse continue
  - Pavanes, pour trois instruments et basse continue.
- Fünffter Theil newer Pavanen, Brand: Mascharaden, Balletten, Sonaten., Bergen impr., Dresde, 1628.
- Sept ballets de brèves factures nous sont en outre parvenus grâce à des manuscrits restés inédits du vivant du compositeur.

### Discographie
Cf. synthèse sur le site de la Bnf.

### Sources
1. ↑  J. Ducros, « L'atonalisme et après? », 46 min 33 s — 49 min 30 s, Collège de France, Paris, 20 décembre 2012.
2. 1 2  F. Krautwurst (de), « Farina, Carlo. », in Neue Deutsche Biographie, vol. V, p. 25, Duncker & Humblot, Berlin, 1961  (ISBN 3-428-00186-9).
3. 1 2  H. Seifert (de), « Farina, Carlo. », in  Oesterreichisches Musiklexikon, vol. I, Académie autrichienne des sciences (de), Vienne, 2002  (ISBN 3-7001-3077-5) Band 1, Verlag der Österreichischen Akademie der Wissenschaften, Wien 2002,  (ISBN 3-7001-3043-0).